# 케빈 닐런
케빈 닐런(Kevin Nealon, 1953년 11월 18일 ~ )은 미국의 배우, 희극인이다.

## 출연 작품
- 블렌디드 - 에디 역
- 인터내셔널 폴스 - 얼 역